# Primaleón
Primaleón è un libro di letteratura cavalleresca spagnola, considerato il seguito del Palmerino d'Oliva, pubblicato per la prima volta a Salamanca nel 1512, con il titolo di Libro secondo di Palmerín.

## Descrizione
Secondo quanto indicato nella prima edizione, il secondo libro del ciclo dei Palmerines è opera di Francisco Vázquez, originario di Città Rodrigo, cui viene attribuita anche la paternità del Palmerino di Oliva; ma una netta discontinuità stilistica tra le due opere revoca in dubbio questa ipotesi. Il libro ebbe una notevole popolarità, e fu ristampato a Siviglia (1524 e 1540), Toledo (1528), Medina del Campo (1563), Lisbona (1566 e 1598, in una versione censurata) e Bilbao (1585).
Francisco Delicado pubblicò a Venezia nel 1534 una versione corretta dell'opera, con una serie di modifiche, tra cui la divisione in tre libri che portò a una revisione del titolo in Los tres libros del esforzado caballero Primaleón et Polendos.

## Trama
L'opera racconta la vita e le avventure cavalleresche di Primaleón, figlio primogenito di Palmerín di Oliva e dell'imperatrice Polinarda; il suo amore per la sfuggente Gridonia, figlia del duca d'Ormedes; le gesta del suo fratellastro Polendos, figlio di Palmerín e della regina di Tarsi; e gli amori della sorella Flérida con Don Duardos, principe d'Inghilterra, che la corteggia travestito da giardiniere sotto il falso nome di Julián.
La storia si conclude con il matrimonio di Primaleón e Gridonia e di Don Duardos con Flérida, e con la morte del già anziano Palmerín di Oliva.
Alcuni episodi di questo libro, specie quelli relativi all'hidalgo Camilote e alla donzella Maimonda, sono considerati quali possibili fonti ispiratrici del Don Chisciotte.
Il drammaturgo portoghese Gil Vicente basò sul Primaleón la sua opera Don Duardos.
Significativo ricordare che è probabile che il toponimo Patagonia derivi proprio dal nome di un personaggio del Primaleón (di nome Patagón) poiché è probabile che Ferdinando Magellano lo abbia letto durante il suo viaggio (fu stampato dieci anni prima che Magellano raggiungesse la Patagonia).
II ricercatore e pittore argentino Miguel Doura nell'anno 2011 ha presentato una nuova teoria secondo cui il nome Patagón del Primaleón potrebbe derivare invece da Paflagonia, regione dell'antica Turchia.

## Riferimenti
Bruce Chatwin dedica a Primaleón alcune pagine del suo romanzo "In Patagonia".